# Pseudocrangonyctidae
Pseudocrangonyctidae (лат.) — семейство ракообразных из отряда бокоплавов (Crangonyctoidea, Gammarida). Пресноводные и пещерные эндемики восточной Палеарктики: Северо-восточный Китай, Восточная Сибирь (включая полуостров Камчатка), Корея и Японские острова.

## Описание
Тело субцилиндрическое. Глаза хорошо развиты или отсутствуют. Антенна 1 длиннее антенны 2; стебельчатый членик 1 короче членика 2; членик 2 длиннее членика 3; членик 3 короче членика 1; стебельчатые членики 1—2 неколенчатые; вспомогательный жгутик короткий. Кальцеоли антенн 1—2 отсутствуют.

## Классификация
Включает 2 рода и около 40 видов.
- Procrangonyx Schellenberg, 1934[5][6][7]
- Pseudocrangonyx Akatsuka & Komai, 1922[8][9][10][11][12][13]